# 谷地翠雀花
谷地翠雀花（学名：Delphinium davidii）是毛茛科翠雀属的植物，是中国的特有植物。分布在中国大陆的四川等地，生长于海拔1,100米至1,400米的地区，见于山地林边草坡或山谷石旁，目前尚未由人工引种栽培。

## 异名
- Delphinium davidii Franch. var. saxatile (W. T. Wang) W. T. Wang
- Delphinium saxatile W. T. Wang